# Anion
Mansnamnet Anion, Anion är ett väldigt ovanligt förnamn i Sverige. Bara 6 personer bär det och ingen har det som tilltalsnamn. Anion betyder anjon på många språk, dock inte på svenska.